# أليخاندرو غراندي
أليخاندرو غراندي (بالإسبانية: Alejandro Grandi)‏ هو لاعب كرة قدم أوروغواياني في مركز حراسة المرمى، ولد في 22 أغسطس 1968 في مونتيفيديو في الأوروغواي. لعب مع أوليمبيا أسونسيون وبيلا فيستا وريفر بليت ومونتيفيديو واندررز ونادي قادش ونادي ليفربول وناسيونال مونتيفيديو وهوراكان.

## وصلات خارجية
- أليخاندرو غراندي على موقع قاعدة بيانات كرة القدم.إي يو (الإنجليزية)